# Lockbourne

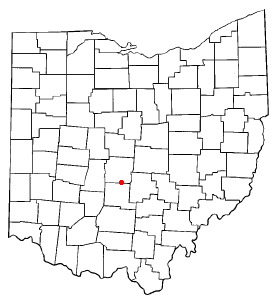
Lockbourne na planie stanu Ohio

Lockbourne – wieś w USA, w hrabstwie Franklin, w stanie Ohio.
Według danych z 2000 roku wieś zamieszkiwana była przez 280 mieszkańców.